# Corydalis turtschaninovii
Corydalis turtschaninovii är en vallmoväxtart. Corydalis turtschaninovii ingår i släktet nunneörter, och familjen vallmoväxter.

## Underarter
Arten delas in i följande underarter:
- C. t. turtschaninovii
- C. t. vernyi

## Bildgalleri

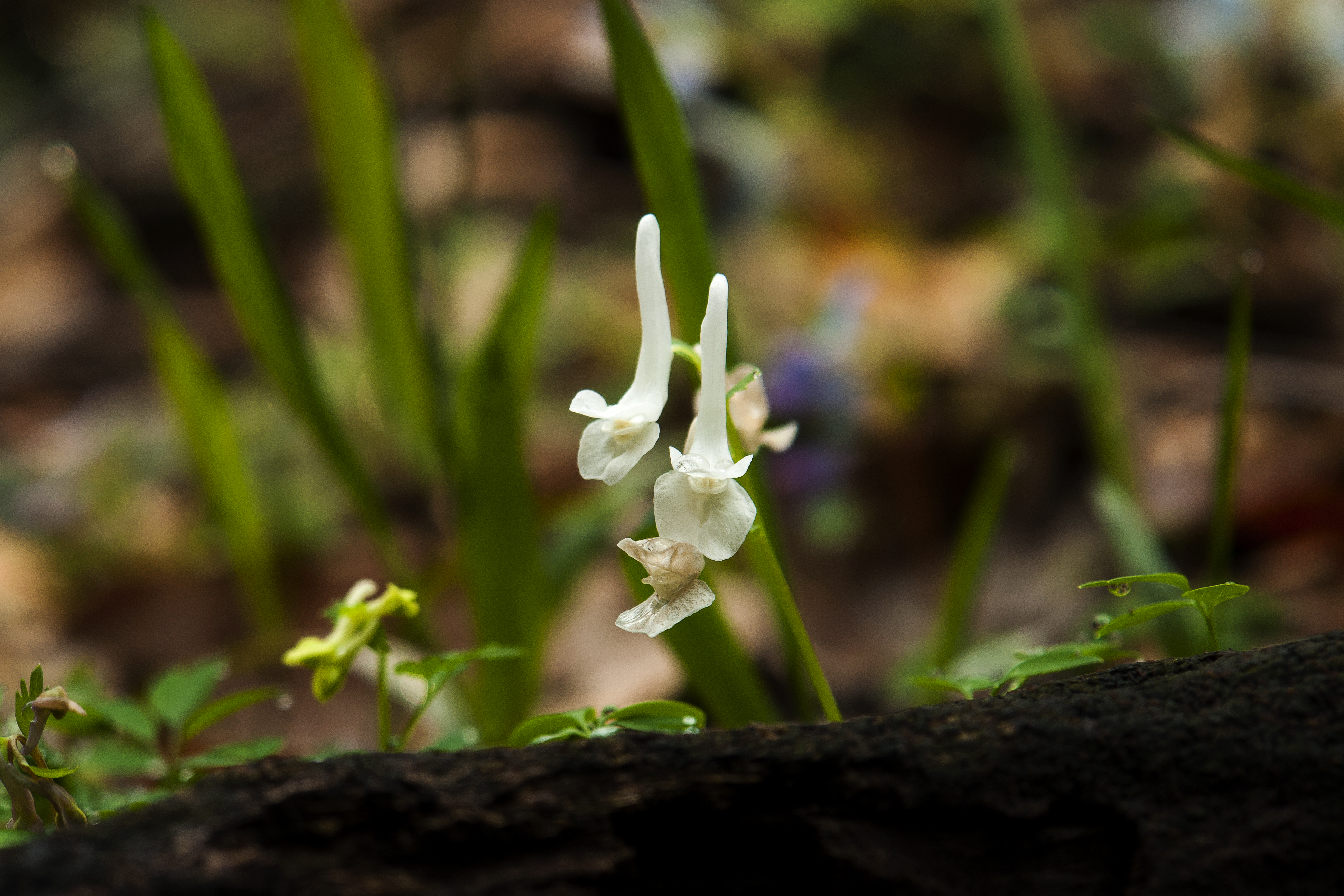
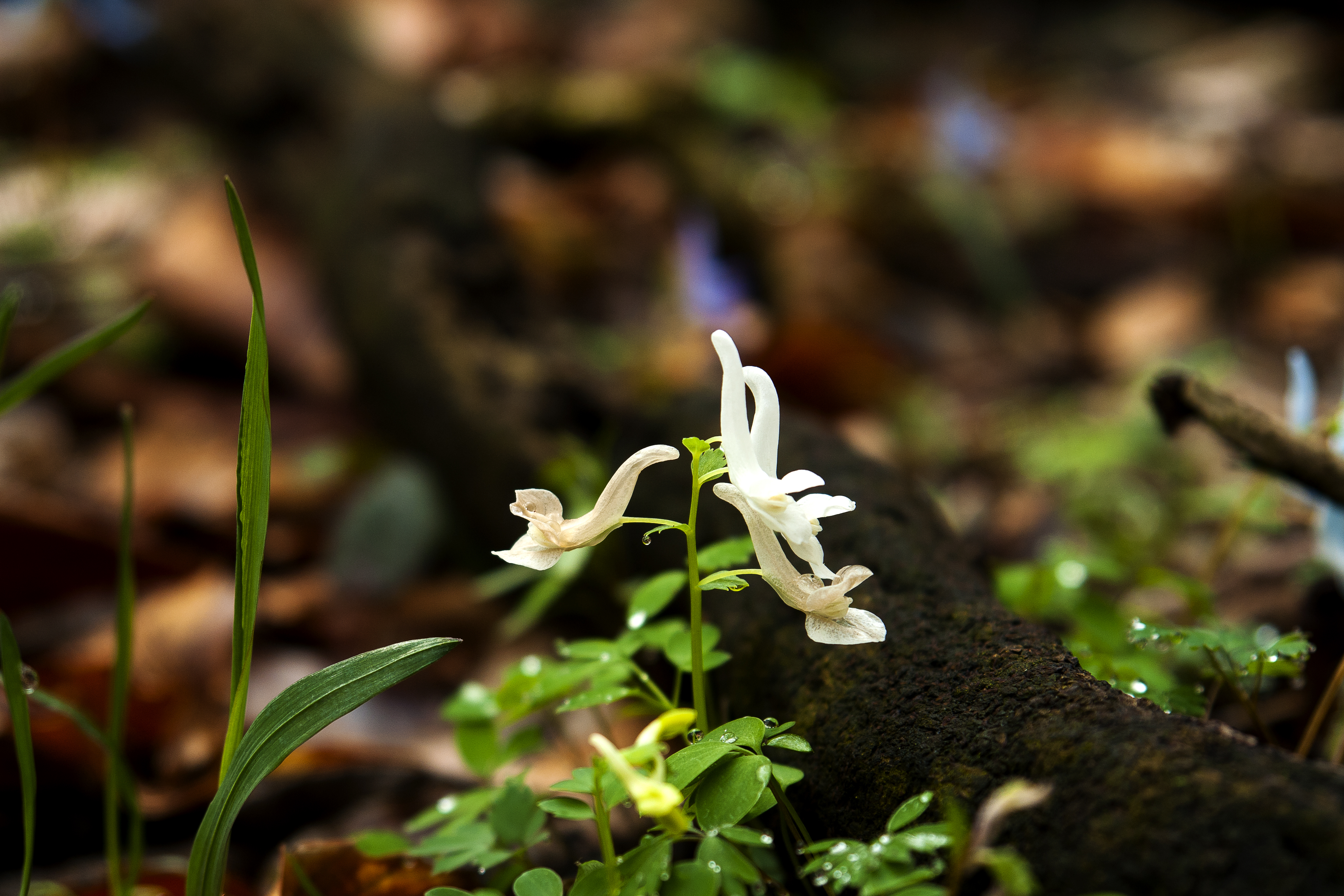